# Kucha
Cette page contient des caractères spéciaux ou non latins. S’ils s’affichent mal (▯, ?, etc.), consultez la page d’aide Unicode.
Pour les articles homonymes, voir Kuchar (homonymie).
Kucha, Kuchar ou Koutcha (chinois simplifié : 库车县 ; chinois traditionnel : 庫車縣 ; pinyin : Kùchē xiàn, également latinisé Chiu-tzu, Kiu-che, Kuei-tzu) — ancien chinois 屈支, 屈茨, 龜弦 ou encore 丘玆, qiūcí, ouïghour : كۇچار ناھىيىسى, romanisation : Kucha Nahiyisi, parfois Kuçar) est un xian de la préfecture d'Aksou, dans la région autonome du Xinjiang en Chine.

## Climat
Le climat est de type continental sec. Les températures moyennes vont d'environ −6 °C pour le mois le plus froid à +25 °C pour le mois le plus chaud, avec une moyenne annuelle de 11,4 °C. La pluviométrie y est de 61 mm.

## Histoire
Le nom de cette cité provient de celui d'un empire kouchan (ou royaume Kuča) fondé par les Tokhariens dans cette région. Ce peuple a laissé de nombreux vestiges, dont des ruines de monastères bouddhiques et des grottes creusées dans des falaises. Le site le plus prestigieux est celui des grottes de Kizil, situé à 75 km au nord-ouest de la cité.
Le royaume de Koutcha était une étape sur la route de la soie. Il n'était pas une cité-État, contrairement à ce que beaucoup d'auteurs ont écrit : outre sa capitale, il comprenait plusieurs villes de grande taille. Le grand traducteur de sutras Kumarajiva y naquit et y vécut quarante-cinq ans.[réf. nécessaire]
Au IXe siècle, les Ouïghours, peuple de langue turque, à la chute du Khaganat ouïgour sur l'actuelle Mongolie (744 — 848), chassés par les Kirghizes, s'installèrent sur le territoire de ce royaume et assimilèrent les Tokhariens.[réf. nécessaire]

## Démographie
Les habitants sont-ils encore en majorité ouïghours malgré l'installation accrue de Chinois Han ? Ces derniers ne constituaient, en 1999, qu'environ un quart de sa population.
La population du district était de 370 636 habitants en 1999, et celle de la ville était estimée à 70 305 habitants en 2007.

## Sites touristiques
La cité est constituée d'une vieille ville, avec des maisons en briques crues et des ruelles non pavées, et d'une nouvelle ville. Une grande mosquée a été bâtie en 1923. Le vendredi, qui est jour de marché, ce sont plus de 30 000 personnes qui se pressent dans les rues.
- Les grottes de Kumtura, ensemble de temples bouddhistes dans la vallée de la Muzat.